# Strategie-Rollenspiel
Ein Strategie-Rollenspiel (auch Taktik-Rollenspiel, abgekürzt mit SRPG für Strategic Role Playing Game, bzw. TRPG für Tactical Role Playing Game; in Japan auch Simulation Role Playing Game) ist ein Subgenre der Computer-Rollenspiele, bei dem der spielerische Fokus auf der taktischen Bewältigung umfangreicher Schlachten mit einer meist größeren Anzahl von Kämpfern liegt. 

## Spielmechanik
In diesem Genre übernehmen Spielende die Kontrolle über eine oder mehrere Spielfiguren, meist auch einen eigenen Avatar. Die Handlung wird typischerweise durch einen Wechsel aus taktischen Kämpfen und Dialogen zwischen den Figuren erzählt. Die Kämpfe können entweder rundenbasiert oder in Echtzeit ablaufen. Der Anspruch und Schwierigkeitsgrad der taktischen Kämpfe erhöht sich mit voranschreitender Handlung. Häufig werden der Avatar und wie weiteren Figuren des Spiels durch absolvierte Schlachten stärker. So gewinnen sie durch Erfahrungspunkte neue Fähigkeiten, erlangen bessere Ausrüstung und können, je nach Komplexität des Spiels, unterschiedlich stark angepasst und verändert werden.
Die Handlung des Spiels wird in Zwischensequenzen zwischen den Kämpfen erzählt, häufig können einfache Entscheidungen über das weitere Vorgehen getroffen werden.
Das Hauptmerkmal bei einem Strategie-Rollenspiel ist der strategische Kampf. Die Kämpfe finden in einer begehbaren, stark eingeschränkten Spielumgebung statt, die eine Repräsentation des Ortes oder der Gegend darstellt, in der Spielende sich gerade in der Spielwelt aufhalten und in der sie auf Gegner getroffen sind. Üblich ist eine Unterteilung des in isometrischer- oder Vogelperspektive dargestellten Kampffeldes in Raster. Dabei sind schachbrettartige Viereckraster und Sechseckraster ("Hexfeld") die am häufigsten verwendeten Aufteilungen. Je nach Spiel haben Spielende zu Kampfbeginn Einfluss darauf, welche Figuren wo aufstellt werden. Die Bewegung und der Kampf erfolgt dann individuell, jede Figur wird einzeln bewegt. Gegner und computergeführte verbündete Figuren, auch NSC genannt, bewegen sich automatisch. Die Zielvorgaben eines Kampfes können variieren, von reinen "Besiege alle Gegner" über "Schütze diese Figur", oder "Überlebe X Runden" gibt es diverse Varianten.
Moderne Computer-Strategiespiele haben inzwischen oftmals auch einen höheren Anteil an Rollenspielelementen, vor allem im Bereich der Charakterentwicklung der Ausrüstung, so dass auch hier die Grenzen der Genre verschwimmen. Spiele wie Spellforce oder Knightshift sind sozusagen Hybride aus klassischen Strategiespielen mit Rollenspielelementen.

## Beispiele
- Fire Emblem
- Tactics Ogre
- Jagged Alliance
- Final Fantasy Tactics
- The Battle for Wesnoth
- Langrisser
- Shining Force
- Grotesque Tactics: Evil Heroes
- TearRing Saga
- Valkyria Chronicles
- Advance Wars
- Disgaea
- Blackguards
- Front Mission